# اسماعیل‌آباد (سرآب)
اسماعیل‌آباد، یودچی یا یوغورچی یکی از روستاهای استان آذربایجان شرقی است که در دهستان شربیان بخش مهربان شهرستان سرآب واقع شده است که دارای آب وهوای بسیار معتدل است.